# L'Œil bleu
Pour les articles homonymes, voir Œil bleu.
L'Œil bleu est une revue trimestrielle de littérature et d'histoire littéraire des XIXe et XXe siècles fondée en 2006,.
Elle est consacrée aux écrivains qui ont vécu à la charnière des deux siècles, qu'ils soient renommés comme Paul Verlaine, Alfred Jarry, ou plus souvent moins connus comme Gustave Le Rouge, Roger Dévigne, Gabriel-Tristan Franconi, Bernard Marcotte, etc., et aux revues et mouvements littéraires de cette période. 
L'Œil bleu publie des textes d'époque, oubliés ou inédits, ou bien des analyses à caractère critique, biographique ou historique.